# An Qixuan
Dans ce nom chinois, le nom de famille, An, précède le nom personnel.
Pour les articles homonymes, voir An.
An Qixuan (chinois : 安琦轩 ; pinyin : Ān Qíxuān), née le 3 décembre 2000 dans la province du Xinjiang (Chine), est une archère chinoise.

## Carrière
An Qixuan remporte la médaille d'argent par équipes lors des Jeux asiatiques de 2022 en octobre 2023.
Pour ses premiers Jeux olympiques d'été de 2024, elle remporte la médaille d'argent par équipes avec ses coéquipières Yang Xiaolei et Li Jiaman, battues en finale par le trio coréens, 6 à 4.

## Palmarès

### Jeux olympiques
- Jeux olympiques d'été de 2024 à Paris :
  -  médaille d'argent par équipes féminine

### Jeux asiatiques
- Jeux asiatiques de 2022 à Hangzhou :
  -  médaille d'argent par équipes féminine